# تعیین جنسیت جوجه

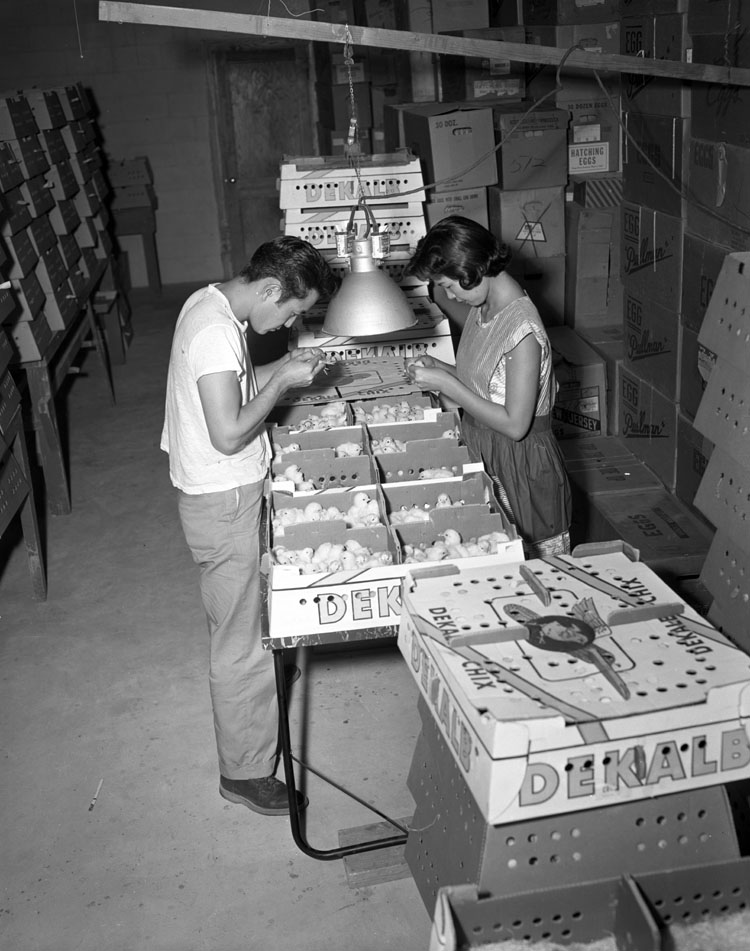
تعیین جنسیت جوجه‌ها

جنسیت‌یابی جوجه، جنسیت‌شناسی جوجه، تعیین جنسیت جوجه یا تشخیص جنسیت جوجه (به انگلیسی: Chick sexing)، روشی برای تشخیص جنسیت جوجه‌ها است که معمولاً توسط یک فرد آموزش‌دیده به نام جنسیت‌شناس جوجه (sexer) یا جنسیت‌شناس مرغ انجام می‌شود. جنسیت‌یابی جوجه بیشتر توسط تولیدکنندگان جوجه تجاری بزرگ انجام می‌شود تا جوجه‌های ماده یا "pullet" (که برای تخمگذاری برای فروش تجاری تعیین شده‌اند) از نرها یا "Cockerel" (که بیشتر آن‌ها در عرض چند روز پس از جوجه‌ریزی کشته می‌شوند، به دلیل بی‌ربط بودن به تولید تخم‌مرغ) انجام می‌شود). سپس ماده‌ها و تعداد کمی از نرها که برای تولید گوشت نگهداری می‌شوند، در برنامه‌های مختلف تغذیه مناسب برای نقش‌های تجاری‌شان قرار می‌گیرند.
بخش‌های مختلف در صنعت ماکیان به دلایل مختلف تعیین جنسیت می‌کنند. در مزارع تولید تخم، نرها ناخواسته هستند. برای تولید گوشت، لاین‌های نر و ماده جداگانه برای پرورش نگهداری می‌شوند تا پرندگان دورگه‌ای که برای سفره فروخته می‌شوند تولید شوند، و جوجه‌هایی از جنس نامناسب در هر دو لاین ناخواسته هستند. جوجه‌های دارای جنس ناخواسته تقریباً بلافاصله کشته می‌شوند تا هزینه‌های پرورش‌دهنده کاهش یابد.